# La Nacion (газета, Сан-Хосе)
«Насьон» (исп. La Nación) — коста-риканская ежедневная газета, одно из крупнейших периодических печатных изданий страны.Представляет новости , аналитические статьи , обзоры и другую информацию по различным темам , включая политику , экономику , культуру ,спорт и  другие области

## История
Издание газеты началось в 12 октября 1946 года, она выражала интересы промышленных и финансовых кругов страны.
В 1973 году тираж газеты составлял около 60 тыс. экземпляров.
В начале 1990-х годов тираж газеты составлял 90 тыс. экземпляров.
На рубеже 1994-1995 гг. началась публикация материалов газеты в сети Интернет, 7 апреля 1995 года начал работу официальный интернет-сайт издания.
По состоянию на 2008 год газета принадлежит Grupo Nación, которой также принадлежат несколько газет, таких как Al Dia, El Financiero и La Teja, а также журналы Perfil, Sabores, SoHo и Su Casa.

## Награды
В 2019 году Общество Дизайна Новостей(англ) назвала La Nacion лучшей газетой с самым лучшим дизайном в мире.